# Елена Ивановна
Елена Ивановна (на руски: Елена Ивановна; на полски: Helena Moskiewska; на литовски: Elena) е велика княгиня на Великото литовско княжество от 1494 г., а от 1501 – и кралица на Полша.

## Произход
Дъщеря е на великия княз Иван III и София Палеологина. Сестра е на Василий III, велик княз на Московското княжество от 1505 до 1533.

## Брак с Александер Ягелончик
При прекратяването на Руско-литовската война от 1487 – 1494 г. Елена Ивановна е омъжена за литовския велик княз Александер Ягелончик, който в чест на съпругата си се задължавал да запази православната вяра в страната си. Така Елена Ивановна се превръща в покровителка на православните християни в литовската държава. През 1499 г. обаче, нарушавайки дадените обещания, Александер се опитва да я принуди да приеме католицизма, което подтиква голям брой православни литовски феодали да се преселят в Русия. Този негов акт става причина и за обявяване на нова Руско-литовска война от 1500 – 1503 г.
Тъй като бракът на Елена Ивановна и Александер Ягелончик бил бездетен, след смъртта на съпругът ѝ московският велик княз Василий III (брат на Елена) прави опит с нейна помощ да заеме престола, но безуспешно. Крал на Полша и Литва става Зигмунт I и Елена Ивановна изпада в немилост. През 1512 г. тя се опитва да се върне в Москва, но е арестувана и малко след това умира – по всяка вероятност от насилствена смърт.